# Medical Markup Language
Medical Markup Language (MML) とは、特定非営利活動法人MedXMLコンソーシアムで開発された医療情報交換規格。
医療情報の統一されたデータベース規格が無いため、異なる電子カルテシステム間で医療情報の交換が出来ないという問題を解決するために情報交換用のフォーマットとして開発された。
XMLベースのマークアップ言語で、電子カルテの実用化のために医療情報を記録するために使われている。医療機関により、MMLで定義されたタグセットでは、表現できないデータを記述する事例が生じているが、その場合は文書型定義 (DTD:Document Type Definition) を拡張して対処している。